# Glückauf Arena
La Glückauf Arena è un palazzetto dello sport della città di Hamm in Germania. Ha una capienza di 500 posti. 
Di proprietà del Comune di Hamm ospita le gare casalinghe della squadra di hockey su pista della città, il Germania Herringen.